# مارك ماكلولين
مارك ماكلولين (بالإنجليزية: Mark McLaughlin)‏ (2 ديسمبر 1975 في المملكة المتحدة - ) هو لاعب كرة قدم بريطاني في مركز قلب الدفاع. لعب مع نادي دمبرتون وهاميلتون أكاديميكال ونادي كلايد وArthurlie F.C. ‏ ونادي غرينوك مورتون.

## وصلات خارجية
- مارك ماكلولين على موقع قاعدة بيانات كرة القدم.إي يو (الإنجليزية)
- مارك ماكلولين على موقع Soccerbase.com (لاعب) (الإنجليزية)
- مارك ماكلولين على موقع Soccerway.com (الإنجليزية)
- مارك ماكلولين على موقع عالم كرة القدم.نت (الإنجليزية)